# جون د. مارتن
جون د. مارتن (بالإنجليزية: John D. Martin)‏ هو أستاذ جامعي أمريكي، ولد في 1945.